# Sogdianite
La sogdianite (simbolo IMA: Sog) è un raro minerale della famiglia dei ciclosilicati appartenente al gruppo della milarite con la composizione chimica KZr4+2Li3Si12O30.

## Etimologia e storia
La sogdianite è stata scoperta nelle morene del ghiacciaio Dara-i-Pioz nei monti Alaj in Tagikistan. Le prime analisi e portarono al nome del minerale, che deriva dall'antico nome del sito, l'Impero di Sogdia in Asia centrale (oggi in Tagikistan) e lo assegnò come nuovo minerale al gruppo della milarite.
I mineralogisti pubblicarono i risultati e il nome scelto nel 1968 sulla rivista russa Doklady Akademii nauk (in russo: Доклады Академии наук "Rapporti dell'Accademia delle Scienze"). Un anno dopo, la nuova scoperta fu pubblicata anche sulla rivista in lingua inglese American Mineralogist. La pubblicazione della descrizione iniziale è stata quindi effettuata senza previo esame e riconoscimento da parte della Commissione per i nuovi minerali, i nomi dei minerali e la classificazione dell'Associazione Mineralogica Internazionale (IMA), che è stata fondata nel 1959 e da allora ne è responsabile. Ciononostante, nel 1971, più del 60% degli elettori ha successivamente riconosciuto la sogdianite come specie minerale in una procedura elettorale della Commissione. Da allora, il minerale è stato inserito nell'"Elenco dei minerali e dei nomi dei minerali" dell'IMA nell'ambito del riconoscimento sommario "IMA 1971 s.p." (Procedura speciale).

## Classificazione
Già nell'obsoleta 8ª edizione della sistematica minerale secondo Strunz, la sogdianite appartiene alla classe minerale dei "silicati e germanati" e quindi alla sottoclasse dei "ciclosilicati", dove insieme ad armenite, merrihueite, milarite, osumilite, roedderite e yagiite forma il "gruppo della milarite" con il sistema nº VIII/C.10.
Nella Sistematica dei lapis (Lapis-Systematik) secondo Stefan Weiß, che è stata rivista e aggiornata l'ultima volta nel 2018 ed è strutturata secondo questa vecchia edizione di Strunz, al minerale è stato assegnato il sistema e al minerale nº VIII/E.22-120. In questa Sistematica ciò corrisponde anche alla divisione "ciclosilicati", dove la sogdianite insieme ad agakhanovite-(Y), almarudite, armenite, berezanskite, brannockite, chayesite, darapiosite, dusmatovite, eifelite, emeleusite, faizievite, friedrichbeckeite, klöchite, lipuite, merrihueite, milarite, oftedalite, osumilite, osumilite-(Mg), poudretteite, roedderite, shibkovite, sugilite, trattnerite, yagiite e yakovenchukite-(Y) forma il gruppo "Doppi anelli da sei [Si12O30]12− - gruppo della milarite-osumilite" con il sistema nº VIII/E.22.
La 9ª edizione della sistematica minerale di Strunz, che è stata aggiornata l'ultima volta dall'Associazione Mineralogica Internazionale (IMA) nel 2024, classifica la sogdianite nella sezione "9.C Ciclosilicati"; questa è ulteriormente suddivisa in base alla struttura degli anelli, in modo che il minerale possa essere trovato nella suddivisione "9.CM [Si6O18]12- anelli doppi con 6 membri (sei doppi anelli)" in base alla sua struttura. Insieme ad almarudite, armenite, berezanskite, brannockite, chayesite, darapiosite, dusmatovite, eifelite, friedrichbeckeite, klöchite, merrihueite, milarite, oftedalite, osumilite, osumilite-(Mg), poudretteite, roedderite, shibkovite, sugilite, trattnerite e yagiite forma il "gruppo della milarite" con il sistema nº 9.CM.05.
La classificazione dei minerali secondo Dana, che viene utilizzata principalmente nel mondo anglosassone, classifica anche la sogdianite nella classe dei "silicati e germanati" e lì nella già più finemente suddivisa sottoclasse dei "ciclosilicati: anelli condensati". Qui è nel "gruppo della milarite-osumilite" con il sistema nº 63.02.01a all'interno della sottosezione "Ciclosilicati: anelli condensati a 6 membri".

## Chimica
La sogdianite con una composizione quasi ideale è nota solo dalla località tipo in Tagikistan. Altrimenti, forma cristalli misti complessi con sugilite (contenuto di sodio e ferro Fe3+), berezanskite (contenuto di titanio Ti4+), brannockite (contenuto di stagno Sn4+) e darapiosite (contenuto di sodio e manganese Mn2+).
Dal ghiacciaio Darai-Pioz, è documentata l'intera serie di cristalli misti sogdianite-sugilite e le altre composizioni trovate in letteratura sono anch'esse cristalli misti, ad esempio di sogdianite, sugilite, berezanskite e sugilite-(Al) (ipotetico membro finale).

## Abito cristallino
La sogdianite cristallizza sistema esagonale nel gruppo spaziale P6/mcc (gruppo nº 192) con i parametri del reticolo a = 10,1240 Å e c = 14,3198 Å oltre a due unità di formula per cella unitaria.
La sogdianite è isotipica della milarite, il che significa che cristallizza con la stessa struttura della milarite. La posizione C coordinata 12 volte è completamente occupata dal potassio (K+), mentre la posizione B coordinata 9 volte non è occupata. Lo zirconio (Zr4+) si trova esclusivamente nella posizione A coordinata 6 volte, il litio (Li+) nella posizione T2 coordinata tetraedrica. La posizione T1, che costruisce i 6 doppi anelli, contiene solo silicio (Si4+).

## Origine e giacitura
La sogdianite si forma in vene pegmatitiche e graniti alcalini.
La località tipo è il ghiacciaio Dara-i-Pioz nei monti Alai in Tagikistan, dove si trova in rocce di origine pegmatitica nelle morene. La sogdianite si trova qui associata insieme a quarzo, microclino, egirina e minerali di terre rare come thorite e stillwellite-(Ce).
Sono noti altri due siti per la sogdianite: nel Golden Horn Batholith, nella contea di Okanogan, Stato di Washington (Stati Uniti) e la "miniera di Wessels", nella miniera di manganese del Kalahari, provincia del Capo Settentrionale, in Sudafrica.
Nel Golden Horn Batholith, la sogdianite si trova insieme a egirina, bastnäsite-(Ce), gadolinite-(Y), titanite, zektzerite e arfvedsonite.

## Forma in cui si presenta in natura
La sogdianite sviluppa cristalli violacei, di colore paragonabile alla kunzite.